# Randonnée dans les îles de Méditerranée
La randonnée dans les îles de Méditerranée a très tôt inspiré les auteurs de récits de voyage. Le botaniste Bernardin de Saint-Pierre a ainsi estimé que « les îles sont de petits continents en abrégé », après avoir été dans les années 1760 envoyé comme ingénieur à l’île de Malte, puis avoir passé trois ans aux Mascareignes. Elle a été conçue sur des chemins ancestraux, pour constituer un ensemble qui allie randonnée, baignade et visites culturelles.
Au XXe siècle elle a été caractérisée par l'apparition du concept de sentier de grande randonnée comme le GR20 en Corse et le "Selvaggio Blu", emblème de la Randonnée en Sardaigne, qui permettent de profiter à la fois d'un relief accidenté et d'un climat adouci par la proximité des côtes, certains parcours passant même par des plages. Parmi eux figurent aussi des itinéraires de randonnées sportives mais sans difficultés particulières, en particulier en Corse les différentes déclinaisons du Mare e monti (nord, sud) et Mare a mare (nord, centre, sud) ou encore des tracés permettant de s'immerger au cœur de la montagne corse comme le Sentier de la transhumance ou le Sentier l'Île-Rousse - Corte.

## Histoire

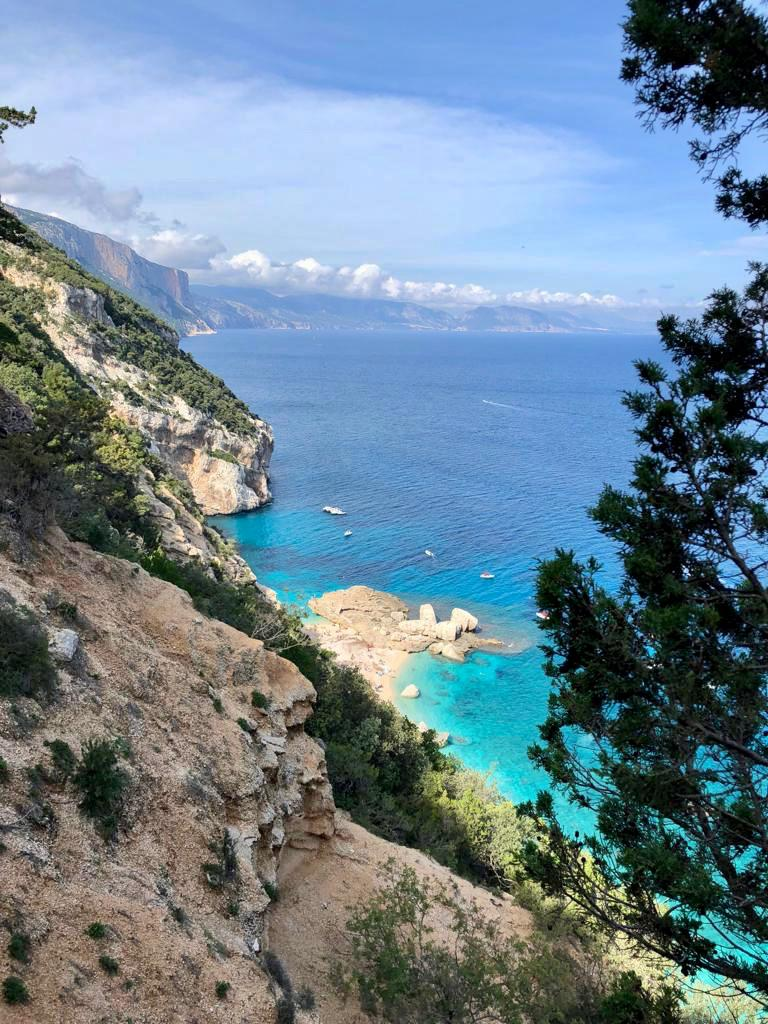
La plage de Cala Mariolu, une variante du Selvaggio Blu, sentier de randonnée dans l'île de Sardaigne

L'idée de faire connaître la randonnée dans la plupart des îles de la Méditerranée a très tôt inspiré des écrivains et journalistes. Ainsi, dès les années 1830, Antoine-Claude Valéry (Paris, 8 août 1789 - Paris, 15 janvier 1847), conservateurs des bibliothèques de la couronne, puis bibliothécaire du château de Versailles, mais aussi écrivain français fu connu par ses Guides de randonnée dans les îles de la Méditerranée, qui a en particulier rédigé son "Voyage en Corse, à l'île d'Elbe et en Sardaigne". Malgré d'autres ouvrages, il a fallu attendre la seconde partie du XXe siècle pour que ce concept se popularise. Les récits de voyage ont aussi inspiré la randonnée en Sardaigne.
En 1952, l'architecte et randonneur Jean Loiseau a pour la première fois décrit le futur Sentier de grande randonnée 20 de Corse, le "GR 20", dont il a imaginé et présenté plusieurs sections dans le livre « Itinéraires de Corse », en pensant à une traversée assez directe de l'arête dorsale de l'île, la plus montagneuse. La Fédération française de la randonnée pédestre et son Comité national des sentiers de Grande Randonnée sont 13 ans plus tard consultés par Guy Degos, ingénieur des forêts à la direction départementale de l'Agriculture et Marcel Schluck, inspecteur général à la direction de la Jeunesse et des Sports, tandis que Michel Fabrikant publie dans Guide des montagnes corses un tracé affinant et complétant celui pensé en 1952. Le Sentier de grande randonnée 20 reçut homologation en 1971 par le Comité national des Sentiers de grande randonnée. pédestre. Des modifications et améliorations furent à cette occasion proposées aux associations souhaitant développer dans l'île la randonnée et dans la foulée l'année 1972 vit la création du parc naturel régional de Corse. Mais c'est seulement en 1975 que le sentier devient reconnu sur toute sa longueur, année qui voit un incendie faire disparaître le refuge de Campiglione.
En 15 ans, le long du tracé sont bâtis 14 petits refuges et le sentier est balisé et équipé de diverses passerelles pour franchir les cours d'eau, pour des montants totaux de 1972 à 1982 de cinq millions de francs. En 1989, sa fréquentation était estimée à 9 000 randonneurs qui avaient effectué « trois étapes et passé deux nuits consécutives sur une portion de sentier », en progression nette par rapport à 1982.
En Corse toujours, mais à une échelle plus modeste et à la même époque, «Tra mare e monti», sentier parcourant la partie occidentale, achevé en 1985 avec 10 étapes et 10 gites tenus par des habitants du pays dans les villages de l'intérieur avait été parcouru par 1 500 personnes .
Le Parc régional a aussi imaginé des  «sentiers de pays» dans six petites régions pour découvrir la vie des villages de l'intérieur, praticables toute l'année et accessibles à tous.
Dans les années 1980 aussi, c'est le photographe et alpiniste Mario Verin et l'architecte Peppino Cicalò, président de la section Nuoro du Club Alpin Italien qui finalisent, cette fois en Sardaigne, un autre projet, le Sentier de randonnée Selvaggio Blu, ou "Bleu sauvage", autre itinéraire de randonnée sportive, long de plus de 40 kilomètres, situé sur le territoire du district de Baunei (Sardaigne), qui a ouvert en 1987.

## Les sites

### Baléares

#### Majorque
Majorque, la plus grande des îles Baléares, est considérée comme un « véritable paradis pour les activités de randonnée », qui se répartissent surtout  dans la région des sommets calcaires dépouillés à l'ouest de l'île.
La Route de la pierre sèche ou GR 221 représente l'un des sentiers emblématiques de cette île, reliant d'est en ouest sa partie montagneuse du nord.

#### Minorque
Le Camí de Cavalls (GR 223) relie la zone humide la plus importante de l’île de Minorque, le parc Naturel de S’Albufera des Grau, au paysage aride du Cap de Favàritx. Le parcours a été tracé pour bénéficier d'une flore débordante, de criques vierges, et du paysage traditionnel minorquin. Ce "chemin des chevaux" fait le tour de l'île et permettait de connecter entre elles les tours de défense et de protéger la population.

### Corse

#### GR 20
Le sentier de grande randonnée 20, dit "GR 20", consiste en une traversée assez directe de l'arête dorsale de l'île, la plus montagneuse, parcours réputé pour sa dimension sportive et son altitude moyenne élevée.

#### Corse du Sud
Le tourisme dans le département de Corse-du-Sud bénéficie d'un réseau dense de circuits de randonnée qui longent les côtes et traversent les zones de montagne,.

### Sardaigne

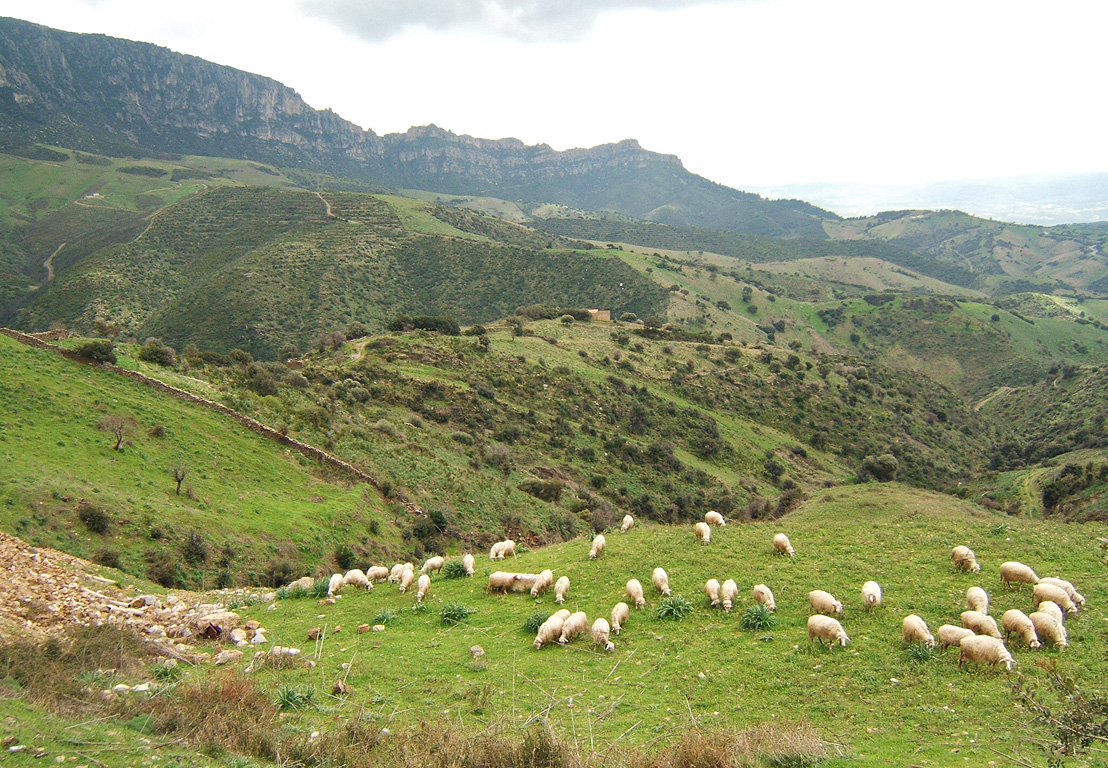
La Transhumance en Sardaigne est suivie par les randonneurs, à Lula, en Montagne, dans la Province de Nuoro

La randonnée en Sardaigne se pratique plutôt vers le XXIe siècle, essentiellement dans la région de Nuoro et de l'Ogliastra, en raison de l’existence des montagnes les plus hautes de Sardaigne et de sentiers utilisant parfois les chemins de transhumances des bergers sardes.

### Sicile
La Sicile s'est impliquée dans le tourisme durable, de nombreuses randonnées équestres sont organisées un peu partout sur l'île.

### Chypre
Malgré la protection des nombreuses espèces endémiques de l'île, la randonnée est « une activité phare à Chypre » via un réseau de chemins permettant de découvrir la flore et les paysages, mais aussi des sites archéologiques. Cette activité est coordonnée par des guides spécialisés. La péninsule d'Akamas, territoire sauvage de 230 kilomètres carrés qui porte le nom d'Akama, fils de Thésée, héros de la guerre de Troie et fondateur de la cité-royaume de Soli, st connue pour les randonnées « dans un maquis méditerranéen préservé ».

### Malte
Les îles maltaises sont elles aussi parsemées de sentiers de randonnée, moins connus mais recherchés pour leurs changements de paysage inattendus, en particulier les petites îles de Malte, Gozo et Comino. La randonnée dans cet archipel se pratique aussi dans les anciennes salines de la région du  nord-est de l'archipel où se trouvent les îles de Saint Paul, nommées d'après le Saint catholique qui y aurait fait naufrage au début de notre ère.

### Les îles d'Hyères

#### Port-Cros

Carte topographique de l'île de Port-Cros

La randonnée dans le Parc national de Port-Cros, créé en 1963, permet d'alterner la randonnée pédestre dans une forêt méditerranéenne très préservée et le sentier sous-marin qui part de la "plage de la Palud", aménagé par le Parc national pour observer avec masques et palmes la faune et la flore sous-marines.
Le sentier dit "des Crêtes" permet de traverser la crique de la Fausse-Monnaie et sa mini-plage en passant par la Plage du Sud et de parcourir la principale vallée, appelée "vallon de la Solitude" puis d'aller jusqu'au point culminant de l’île, le Mont Vinaigre (194 m).

#### Porquerolles

Carte topographique de Porquerolles

La randonnée se pratique aussi sur l'île de Porquerolles, qui est incluse dans le parc national de Port-Cros, tout proche de Port-Cros aussi de dimensions modeste, avec seulement quelques kilomètres de long. La partie occidentale de l’île comporte un parcours de randonnée relativement sportif allant à la plage d’Argent et la calanque du Maure et passant par quelques petites montées surnommées mont de Tiélo et montagne de Robert.

### Les îles de Lérins

#### Île Sainte-Marguerite
L'île Sainte-Marguerite, située dans le département des Alpes-Maritimes, sur la Côte d’Azur
, fait partie des îles de Lérins (Sainte-Marguerite et Saint-Honorat). L'Île Sainte-Marguerite se prête modestement à la randonnée grâce à un sentier côtier menant aux pointes de la Convention et du Vengeur. Il contourne le fort Royal ou le Masque de Fer fut incarcéré de 1687 à 1698 avant une première mention dans un roman à clés dès le 18e siècle.

## Sources
- Randonnées dans les îles de Méditerranée, par Anne-Marie Minvielle, pour le Guide du routard[20].